# Yui Chikaraishi
Yui Chikaraishi (japanisch 力石 優衣 Chikaraishi Yui; * 26. Januar 1999) ist eine japanische Tennisspielerin.

## Karriere
Chikaraishi begann mit drei Jahren das Tennisspielen und bevorzugt Hartplätze. Sie spielt vor allem auf Turnieren der ITF Women’s World Tennis Tour, bei denen sie bislang einen Titel im Doppel gewonnen hat.

## Turniersiege

### Doppel
| Nr. | Datum             | Turnier    | Kategorie | Belag     | Partnerin      | Finalgegnerinnen          | Ergebnis |
| --- | ----------------- | ---------- | --------- | --------- | -------------- | ------------------------- | -------- |
| 1.  | 15. Dezember 2023 | Wellington | ITF W15   | Hartplatz | Nanari Katsumi | JoshuaCharlton Emile Hudd | 6:4, 6:2 |